# Idomenta
Idomenta is een geslacht van hooiwagens uit de familie Cranaidae.
De wetenschappelijke naam Idomenta is voor het eerst geldig gepubliceerd door Roewer in 1932. 

## Soorten
Idomenta is monotypisch en omvat slechts de volgende soort:
- Idomenta luteipalpis